# Miti in apokrifi (Lebič)
Skladbo Miti in apokrifi za basbariton in orkester je Lojze Lebič skomponiral za koncert, ki ga je 17. maja 1999 v okviru Evropske radijske zveze (EBU) posredovala RTV Slovenija. Avtor je naslov in besedila posameznih pesmi našel v poezijah pesnika Vena Tauferja. Ljudske pesmi se v njih doumevajo kot prototeksti, iz katerih je pesnik ustvaril samosvoje sodobne apokrifne pesniške organizme. Starinske mitične predstave dobijo, prenešene v sodoben jezik in v današnji raz-čarani svet, mračne in strašljive pomene. Spremembe, inverzije starih motivov so tudi skladatelju odprle pot v zvočne prostore, ki bi sicer ostali zaprti. Skladba je štiridelna, a poteka v enem. Glasbeno vsebinska razpoloženja je mogoče razbrati iz naslovov pesmi, kot si sledijo.
Prvi stavek Še več vemo, pa ne povemo meri na nedoumljive skrivnosti človekove duše, drugi Dolgo tiho je na videz pripoved o naravi in preprostem bivanju, a izžareva nevarno začaranost; tretji, dramatični del skladbe, ima za pesemsko osnovo znani slovenski ljudski baladi Godec pred peklom in Mrtvaška kost. V sodobni pesniški in glasbeni preobrazbi sta polni grotesknih poudarkov, vendar iz apokrifne preoblikovanosti govori tragičnost bivanja, umiranja ter neizbežnosti kazni za človekovo brezobzirnost. Četrti, sklepni del skladbe je glasba slovesa za pobitimi brati. Prihaja iz prvinskega animizma in se končuje z besedami: »Prosim, vzemi me nazaj, dež oblak ... ti ptica in voda in kamen ... vzemi me nazaj še pred mojo smrtjo ...«.
Mite in apokrife so leta 1999 v Ljubljani krstno izvedli basbaritonist Marcos Fink, Simfoniki RTV Slovenija in dirigent Anton Nanut. Nemški dirigent Johannes Kalitzke in solist Neven Belamarič pa sta skupaj s Simfoniki RTV Slovenija leto dni pozneje delo predstavila na Klangforumu v veliki dvorani Konzerthaus na Dunaju.